# Hydrophis mamillaris
Espèce
Synonymes
- Anguis mamillaris Daudin, 1803
- Chitulia mamillaris (Daudin, 1803)

Statut de conservation UICN

 DD  : Données insuffisantes
Hydrophis mamillaris est une espèce de serpents de la famille des Elapidae.

## Répartition
Cette espèce marine se rencontre dans l'océan Indien dans les eaux du Pakistan, du Sri Lanka, de l'Inde et de la Thaïlande. 

## Publication originale
- Daudin, 1803 : Histoire Naturelle, Générale et Particulière des Reptiles; ouvrage faisant suit à l'Histoire naturelle générale et particulière, composée par Leclerc de Buffon; et rédigee par C.S. Sonnini, membre de plusieurs sociétés savantes, vol. 7, F. Dufart, Paris, p. 1-436 (texte intégral).